# دعاية كاذبة

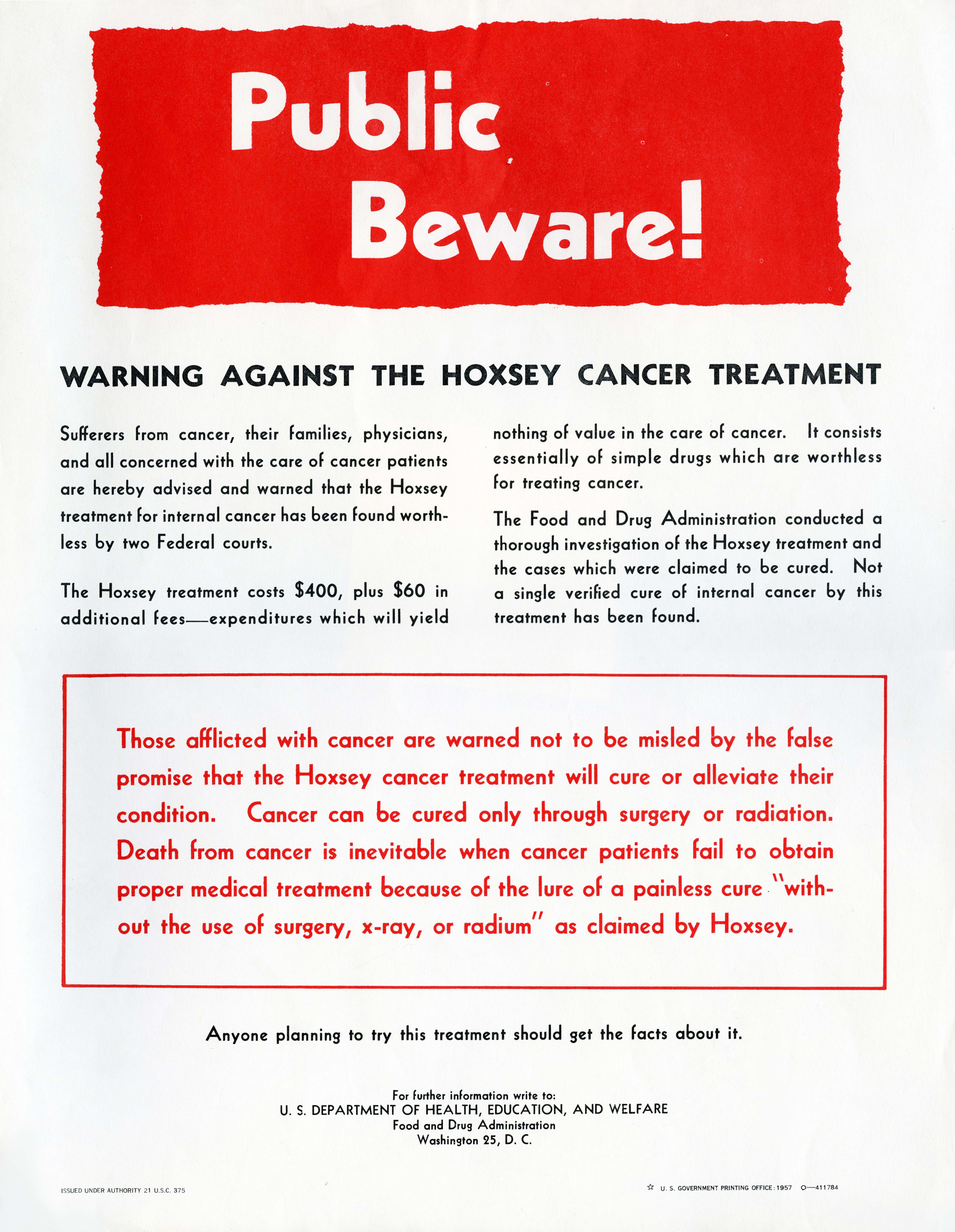

توصف الدعاية الكاذبة بأنها جريمة أو إساءة في نشر أو نقل أو تعميم دعاية تحتوي على تصريح خاطئ أو مضلل، أطلق عن قصد أو بتهور لترويج بيع ممتلكات أو سلع أو خدمات للعامة. ومن بين أنواع الدعاية الكاذبة أن يُدَّعى أن منتجا ما له فوائد صحية أو يحتوي على فيتامينات أو معادن وهو في الحقيقة ليس كذلك. تستخدم حكومات كثيرة لوائح مخصصة للتحكم في الدعاية الكاذبة. يمكن أن تصنف الدعاية الكاذبة أيضا على أنها خداع إذا ضلل المعلن المستهلك عمدا، وهو ما يختلف عن ارتكاب خطأ بغير قصد.

## أنواع الخداع

### التعديل على الصور
تستخدم هذه الطريقة أغلب الأحيان في إعلانات مستحضرات التجميل وفقدان الوزن، فهؤلاء المعلنون يظهرون نتائج كاذبة وعصية على التحقق للمستهلك، ويعطون انطباعا زائفا عن قدرات المنتج الحقيقية. وإذا لم يكتشف التنقيح أو يجرى إصلاحه، فبإمكان إحدى الشركات أن تكتسب ميزة تنافسية، جراء شراء المستهلكين لمنتجهم الذي يظهر وكأنه أكثر فاعلية، ومن ثم يكبدون منافسيهم الخسائر.

### الرسوم الخفية والإضافية
يمكن للرسوم الخفية أن تكون طريقة للشركات لخداع المستهلك غير الحذر لكي يدفع رسوما إضافية (كضريبة أو رسوم شحن أو تامين وما إلى ذلك) لقاء منتج أُعلن عنه بسعر محدد، وذلك كطريقة لزيادة الربح دون رفع سعر المنتج الفعلي.
ومن أشكال الرسوم الخفية الإضافية الشائعة «طباعة الخط الصغير» في الإعلانات. وهناك طريقة أخرى شائعة الاستخدام، وهي ألا تضاف «رسوم الشحن» في سعر البضائع على الإنترنت. وذلك يتسبب في أن يبدو العنصر رخيص السعر مما سيكون عليه حين تضاف كلفة الشحن. وهناك الكثير من الفنادق التي تفرض «رسوم منتجع» إلزامية لا تضاف عادة في السعر الأساسي المعلن للغرفة.

### الإعلانات الإغرائية
وهي شكل من أشكال الدعاية الكاذبة التي تنطوي على أن يذكر الإعلان شيئا محددا بخصوص منتج أو سعره، لكنه لا يبدي نية لبيعه، أو أن لديه نية لبيعه بسعر أغلى بكثير مما أعلن عنه. سيحاول البائع أن يستغل المستهلك حين يرد على الإعلان بأن يحاول أن يبيع له منتجا مختلفا كثيرا عما أظهره سابقا أو بسعر أغلى بكثير.

### الحشو والمبالغة في حجم التغليف
تباع بعض المنتجات مصحوبة بحشو يزيد من الوزن القانوني للمنتج الذي يكلف المنتج أقل بكثير مقارنة بما يظنه المستهلك في ما سيشتريه. والطعام من أمثلة ذلك، إذ تحقن اللحوم بالمرق أو حتى بمحلول ملحي (يصل إلى 15%)، أو الوجبات الجاهزة التي تحشى بصلصة اللحم، أو بغيرها بدلا من اللحوم. وقد استخدم الملت والهام كحشو في زبدة الفول السوداني. وهناك أيضا أنواع من الحشو غير اللحمي، والذي قد يبدو نشويا في مكوناته، ويكون غنيا بالكربوهيدرات ومنخفض القيمة الغذائية. ومن أمثلة ذلك ما يعرف برابط الحبوب، والذي عادة ما يحتوي على مزيج من الدقيق ودقيق الشوفان.
قد تملك بعض المنتجات حاوية كبيرة تكون معظم المساحة فيها فارغة، مما يدفع المستهلك إلى الاعتقاد بأن الكمية الإجمالية للطعام أكبر مما هي عليه بالفعل.

### الكذب بشأن الجودة والمنشأ
من أمثلة الدعاية الكاذبة الأخرى أن يظهر الإعلان الجودة ومنشأ المنتج بشكل مضلل. فلو أن الإعلان يظهر منتجا ما بجودة معينة لكان البائع على علم بان فيه عيوبا أو أنه ليس بتلك الجودة، فإن ذلك يعتبر دعاية مضللة للمنتج. وفي كثير من الأحيان يكذب البائع بخصوص مكان تصنيع المنتج، فأحيانا يقولون أنه مصنوع في الولايات المتحدة، في حين أنه يكون قد صنع في دولة أخرى.

### الادعاءات الصحية الكاذبة
قد يرى المستهلك ملصقات بكلمات مثل «حمية غذائية أو قليل الدسم أو خال من السكر أو جيد لصحتك» على أغلب العبوات، ومن ثم فهو يربط بين هذه الملصقات وبين منتجات ستساعده في عيش حياة صحية. فيبدو أن المعلنين على علم بالحاجة للعيش أطول وبصحة أفضل، ومن ثم فهم يكيفون منتجاتهم وفقا لذلك. يشير البعض إلى أن إعلانات الطعام تؤثر على تفضيلات المستهلك وعاداته في التسوق. وعليه، فبتركيز الضوء على بعض المحتويات أو المكونات، يجري تضليل المستهلك ليعتقد أنه يشتري منتجات صحية، في حين أنها لا تكون كذلك فعلا. ومن أمثلة ذلك زبادي دانون أكتيفيا، الذي سوق على أن له قدرة على تعزيز جهاز المناعة، مثبتة سريريا وعلميا، وقد بيع بسعر أغلى بكثير بسبب هذا الادعاء. وقد طُلب من الشركة دفع 45 مليون دولار تعويضا عن الأضرار التي لحقت بالمستهلكين بعد رفع دعوى قضائية ضدها.
تُقاضى الكثير من شركات الغذاء لاستخدامها أساليب مضللة مثل:
- استخدام ملصق تجزئة فوق ملصق القيمة الغذائية، بحيث يكون الخط عريضا وكبيرا وبألوان أكثر إشراقا.[13]
- تسليط الضوء على مكون صحي واحد في الجهة الأمامية من العبوة وبجواره علامة كبيرة.[13]
- استخدام كلمات مثل: صحي وطبيعي، والتي تعتبر ادعاءات ماكرة – أي أنها كلمات تتناقض مع الادعاءات التي قد تتبعها. وتلك الكلمات شائعة الاستخدام لدرجة أن المستهلكين قد يغفلون معناها.[14][15]
- استخدام كلمات مثل «يساعد على» في ملصقات المنتج، مما يضلل المستهلكين للاعتقاد بانه سيساعد على شيء  بالفعل.[16][13]

كثير من إعلانات المكملات الغذائية أو الأدوية تتضمن عبارة «هذا المنتج لا يقصد به تشخيص مرض أو علاجه، أو الوقاية من أي مرض»، فأي منتج يقصد به تشخيص أو علاج مرض ما يجب أن يخضع لاختبار إدارة الغذاء والدواء الأمريكية ويحصل على موافقتها، والتي تكون عادة مكلفة للغاية. قد تؤثر الإعلانات الدوائية الكاذبة على صحة الناس. وهناك إعلانات دوائية قليلة تذكر أضرار المنتج، فتكتفي بالتأكيد على فعاليته وحسب.